# Jean-Paul Bernard (botaniste)
Pour les articles homonymes, voir Jean-Paul Bernard et Bernard.
Jean-Paul Bernard est un botaniste autodidacte canadien né le 15 janvier 1921 à Saint-Hilaire sur Richelieu et mort le 4 novembre 2021.

## Biographie
Jean-Paul Bernard est l'aîné d'une famille nombreuse. Il grandit sur une ferme. Il fut un enfant en santé jusqu'à l'âge de 9 ans au moment où il fut atteint de la scarlatine et qu'il perdit l'usage de l'ouïe. C'est ce qui le conduisit au pensionnat de l'Institut des Sourds-Muets de Montréal de 1931 à 1935, hormis les étés qu'il passait à la ferme familiale.
La plantation d'une pommeraie à la ferme familiale par ses parents fut l'occasion d'un premier contact significatif avec le monde végétal. Il développe un intérêt particulier pour les pommiers et la supervision d'un agronome de passage lui permet d'apprendre avec succès les rudiments du greffage. À 20 ans il possédait une pépinière de quelques milliers de plants ainsi qu'un verger de 2000 pommiers.
Des difficultés relationnelles avec son père l'amènent à quitter la maison à 21 ans. À cette époque, peu de choix de vie s'offrent aux malentendants. Il rejoint donc la communauté des Frères sourds-muets chez les Oblats de Saint-Viateur à Montréal, supervisée par les Clercs de Saint-Viateur. Un musée d'histoire naturelle s'y trouve et c'est là qu'il découvre sa vocation de botaniste.
Ses connaissances de pomiculteur lui servir pendant les 21 ans qu'il passa dans cette communauté : il fut souvent amené à travailler aux différents vergers rattachés à cette communauté au Canada et aux États-Unis. Il profitait de ces voyages pour herboriser autant qu'il le pouvait. Ces activités l'amènent inévitablement à développer des contacts avec des botanistes de renom, notamment Bernard Boivin, Áskell Löve, Doris Löve et le frère Rolland-Germain, qui fut le bras droit de Marie-Victorin.
En 1962 le démantèlement du musée d'histoire naturelle à la suite de la mort de son directeur anéantit ce qui le retient dans la communauté. Il quitte la vie religieuse et parvient à vivre de petits emplois successifs. Ses contacts avec la communauté de botaniste lui ouvrent toutefois des portes intéressantes. C'est par Bernard Boivin qu'il obtient en septembre 1965 le poste de technicien en botanique à l'Herbier Louis-Marie. Il y travailla jusqu'à sa retraite en 1986, à 65 ans.

## Plantes dédiées à son honneur
- Pontederia cordata L. f. Bernardi Lepage[4]
- Agastache foeniculum (Pursh) Kuntze f. bernardii Boivin[5]
- x Populus bernardii Boivin[6]
- x Solidago bernardii Boivin[7]